# Rising Signs from the Shadows (live)
Rising Signs from the Shadows (live) is een livealbum van Knight Area. Het is een in eigen beheer uitgegeven album, dat alleen via de eigen website besteld kon worden. De opnamen dateren van 26 september 2009 in Het Kasteel te Alphen aan den Rijn. Het concert vond plaats tijdens de promotietournee voor Realm of the Shadows.

## Musici
- Gerben Klazinga – toetsinstrumenten, zang
- Mark Smit – zang
- Mark Vermeule – gitaar, zang
- Gijs Koopman – basgitaar, baspedalen, zang
- Pieter van Hoorn – drumkit, zang

## Muziek
| Nr. | Titel            | Duur  |
| --- | ---------------- | ----- |
| 1.  | Ethereal         | 7:15  |
| 2.  | Antagony         | 7:50  |
| 3.  | Two of a kind    | 4:40  |
| 4.  | Momentum         | 2:40  |
| 5.  | Awakening        | 2:04  |
| 6.  | Darks souls      | 5:39  |
| 7.  | Realm of shadows | 5:46  |
| 8.  | A million lives  | 6:34  |
| 9.  | Occlusion        | 10:37 |

| Nr. | Titel                    | Duur  |
| --- | ------------------------ | ----- |
| 1.  | Dreamweaver              | 9:05  |
| 2.  | Conspiracy               | 6:31  |
| 3.  | A different man (part 1) | 7:03  |
| 4.  | Mastermind               | 6:22  |
| 5.  | The sun also rises       | 6:50  |
| 6.  | Mortal brow              | 11:32 |
| 7.  | A different man (part 2) | 13:03 |